# Giro Latino

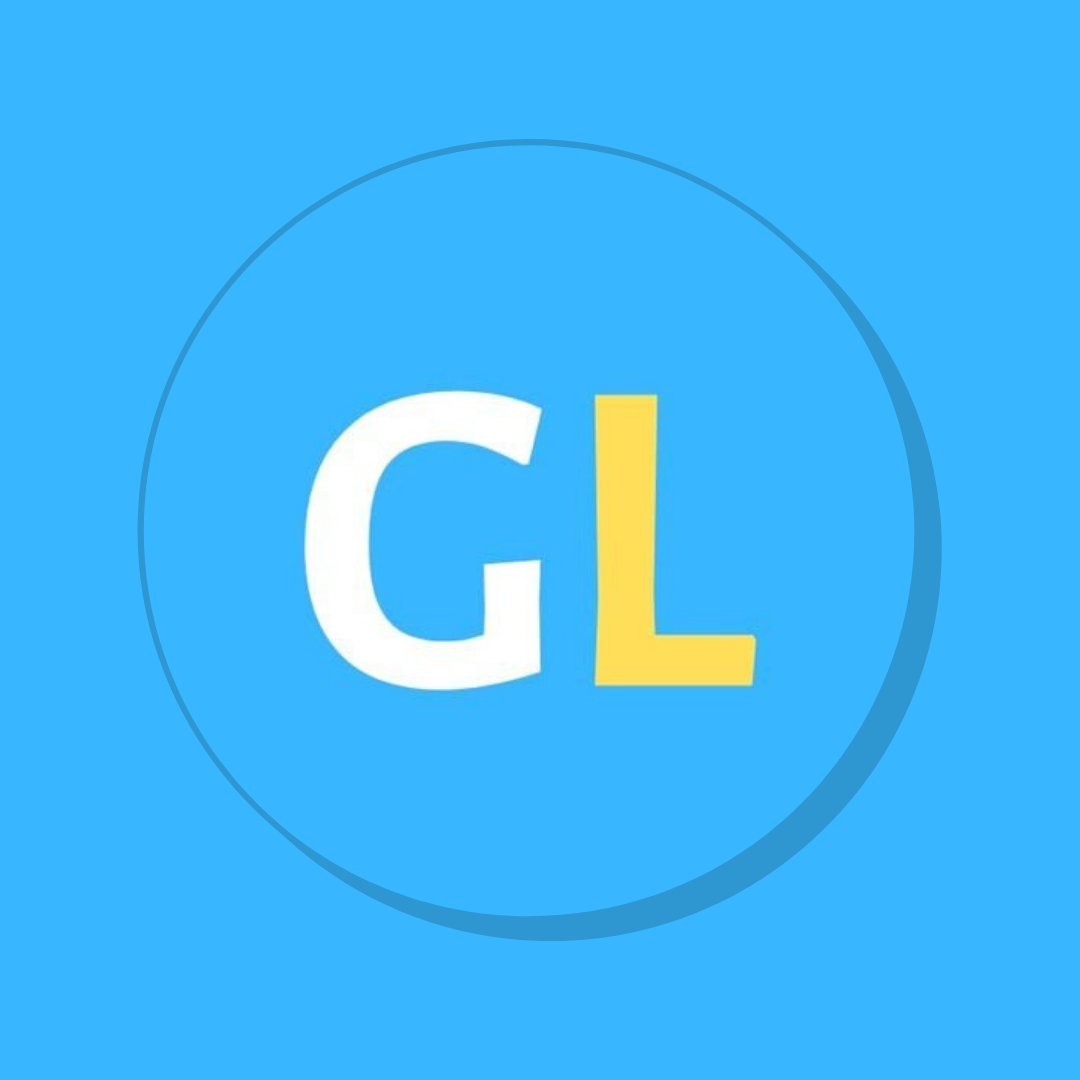
Logo do Giro Latino em 2021

Giro Latino é um veículo jornalístico independente especializado na cobertura de América Latina. Foi lançado oficialmente em outubro de 2019 por meio de uma parceria entre o jornalista Lucas Berti e o Estúdio Fronteira, representado pelos jornalistas Maurício Brum e Juan Ortiz. O principal serviço é uma newsletter semanal que traz o resumo das notícias mais importantes em 19 países latino-americanos, além de Porto Rico. Também tem um podcast, criado com apoio da Rádio Guarda-Chuva, e vídeos em parceria com o The Intercept Brasil.
O Giro Latino tem mais de 100 edições da newsletter, 50 vídeos publicados e 20 episódios de podcast nas plataformas de streaming. Em abril de 2021, os jornalistas do Giro entrevistaram o ex-presidente peruano Ollanta Humala, pouco antes do primeiro turno das eleições no Peru.

## História
O conceito original do veículo surgiu em maio de 2018, quando o jornalista Lucas Berti começou a compilar as principais notícias da América Latina em threads semanais no Twitter. A ideia, batizada inicialmente de Girão da América, foi amadurecendo ao longo de um ano, com cada vez mais engajamento nas postagens. Depois, o projeto deu um novo passo com a parceria entre o Lucas e a equipe da Fronteira – os jornalistas Maurício Brum e Juan Ortiz. A newsletter foi lançada em 12 de outubro de 2019, poucos dias antes das manifestações do estallido social no Chile, que mais tarde resultou na convocação de uma nova Assembleia Constituinte no país.
A publicação faz o serviço de curadoria das principais notícias de toda a região latino-americana, país por país, com exceção do Brasil. O assunto mais relevante da semana é explicado em detalhes no início do texto junto com outras manchetes. Também há seções dedicadas às curiosidades da cultura latina, como Un nombre, Una Palabra e Una expresión, além das dicas em Un sonido, Un clic e Dale un vistazo.

### Parceria com The Intercept Brasil
Em março de 2020, o Giro Latino firmou uma parceria com o Intercept Brasil para gravar vídeos sobre América Latina voltados ao público brasileiro. Em razão da pandemia de covid-19, muitas produções foram dedicadas a explicar o impacto da doença na região: a restrições de países vizinhos à entrada de brasileiros, o uso da pandemia para o acirramento do autoritarismo em El Salvador e na Nicarágua, o colapso sanitário no Equador e o desenvolvimento das vacinas cubanas. Os vídeos também abordaram temas como a influência do judiciário nas eleições, a legalização da maconha, a violência policial, as esterilizações forçadas de migrantes latinas nos Estados Unidos e a disputa pelo poder no Peru, na Bolívia e no Haiti.

#### Entrevista com Ollanta Humala
Pouco antes do primeiro turno das eleições peruanas, em abril de 2021, os editores do Giro Latino entrevistaram o ex-presidente Ollanta Humala (2011-2016), que concorria novamente ao cargo. O vídeo foi publicado no site e no canal do Intercept Brasil. Na entrevista, Humala chamou o presidente brasileiro Jair Bolsonaro de "oportunista” e criticou a atuação do Ministério Público e do Judiciário peruanos – em 2017, ele e a esposa foram presos preventivamente, mas a justiça revogou a decisão nove meses depois. O ex-presidente também comentou sobre a desilusão dos peruanos com a política local às vésperas das eleições presidenciais.

### Giro Latino Cast
O podcast do Giro Latino foi lançado em 2020 com orientação da Rádio Guarda-Chuva, rede brasileira de podcasts jornalísticos. Os episódios trazem relatos históricos e curiosidades sobre os países latino-americanos. O episódio de estreia foi ao ar em 12 de junho e abordou o impacto dos furacões nas nações caribenhas. O Giro Latino Cast tem episódios sobre a parte das Américas que é "quase" latina, as anedotas dos astronautas de Cuba e México e os latinos vencedores do Prêmio Nobel, entre outros. O podcast também criou a série Presidentas, produção inédita que narra as trajetórias políticas de todas as chefes de estado latino-americanas.